# Bain de Sirona
 (mai 2025).
- Si vous ne connaissez pas le sujet, laissez ce bandeau (vous pouvez alors contacter les auteurs).
- Si vous supprimez le contenu mis en cause (vous pouvez préalablement contacter les auteurs),

argumentez précisément cette suppression dans la page de discussion
(un manque de référence n'est pas un argument ; une recherche réelle de référence doit avoir été effectuée, être formellement documentée).
 (mai 2014).
Le bain de Sirona est situé près d'Oppenheim, dans la banlieue de Nierstein, établi depuis peu et aujourd'hui assez fréquenté. Une pierre, trouvée au commencement du XIXe siècle et placée dans la voûte de la fontaine, prouve par son inscription qu'il y avait dans cet endroit un établissement romain, et suivant l'opinion de M. Frédéric Lehné de Mayence, on a fait usage de ces eaux minérales sous l'empereur Domitien. Elles auraient été abandonnées  vers l'an 267.
Les pièces étaient des règnes de l'empereur Domitien romaine (86), Nerva (98), Trajan (100 et 112), Hadrien (118 et 119), Antonin le Pieux (145), Gordien III (239-244), Postume (267) et de Marcia Otacilia Severa, l'épouse de l'empereur Philippe l'Arabe.

## Source
- Aloys Schreiber, Gabriel Henry, Manuel des voyageurs sur le Rhin, J. Engelmann, Strasbourg, 1831